# Vamireh Chacon
Vamireh Chacon de Albuquerque Nascimento (Recife, 1 de fevereiro de 1934- 18 de setembro de 2023) foi um cientista político, professor, pesquisador na área do Direito e escritor brasileiro.

## Formação acadêmica e titulações
- 1952 - 1956: Graduação em direito, na Faculdade de Direito do Recife.
- 1953 - 1956: Graduação em filosofia, na Universidade Católica de Pernambuco.
- 1957 - 1959: Doutorado em direito, na Faculdade de Direito do Recife, com a tese "Introdução ao problema da sociologia do direito" (1959), sob a orientação de Arnóbio Graça.
- 1959 - 1960: Pós-doutorado, na University of Chicago.
- 1961: Livre-docência, na Universidade Federal de Pernambuco, com a tese "O fator econômico no marxismo" (1961).[5]
- 1995: Doutor honoris causa, pela Universidade de Erlangen-Nuremberg, Alemanha.

## Vínculos institucionais
1. Universidade Federal de Pernambuco
  - 1967 - 1975, professor titular,[1]
2. Universidade de Brasília
  - 1976 - 2003, professor titular, professor emérito,[1][6]
  - 2003 -, colaborador.
3. Centro Universitário de Brasília (UNICEUB)
  - 2003 -, professor titular, tempo parcial,[1]
4. Academia Pernambucana de Letras
  - Cadeira número 28,[7]
5. Instituto Histórico e Geográfico Brasileiro
  - Sócio correspondente desde 1983,[8]

## Obras
- O Antisimitismo no Brasil: (Tentativa de Interpretação Sociológica), (1955),[9]
- Introdução ao Problema da Sociologia do Direito, (1959),[10]
- Cooperativismo e Comunitarismo: Estudo de Organização Sócio-econômica, (1959),[11]
- A Revolução no Trópico: Nacionalismo, Marxismo e Desenvolvimento, (1962),[12]
- Da Escola do Recife ao Código Civil: Artur Orlando e Sua Geração, (1969),[13]
- Economia e Sociedade no Brasil: (Ensaios de História Econômica e Social Compreensiva), (1973),[14]
- Thomas Mann e o Brasil, (1975),[15]
- História das Ideias Sociológicas no Brasil, (1977),[16]
- O Dilema Político Brasileiro, (1978),[17]
- História das Ideias Socialistas no Brasil, (1981),[18]
- Parlamento e Parlamentarismo: O Congresso Nacional na História do Brasil, (1982),[19]
- Abreu e Lima, General de Bolívar, (1983),[20]
- O Poço do Passado, (1984),[21]
- O Novo Parlamentarismo, (1987),[22]
- Vida e Morte das Constituições Brasileiras, (1987),[23]
- A luz do Norte: o Nordeste na História das Ideias do Brasil, (1989),[24][25]
- Deus é Brasileiro: O Imaginário do Messianismo Político no Brasil, (1990),[26]
- Gilberto Freyre: Uma Biografia Intelectual, (1993),[27]
- História Institucional do Senado do Brasil, (1997),[28]
- História dos Partidos Brasileiros, (1998),[29]
- O Humanismo Ibérico: a Escolástica Progressista e a Questão da Modernidade, (1998),[30]
- A Construção da Brasilidade: Gilberto Freyre e Sua Geração, (2001),[31]
- O Futuro Político da Lusofonia, (2002),[32]
- Globalização e Estados Transnacionais: Relações Internacionais no Século XXI, (2002),[33]
- A Grande Ibéria: Convergências e Divergências de Uma Tendência, (2005),[34]
- História do Legislativo Brasileiro: Câmara dos Deputados, (2008),[35]
- Formação das Ciências Sociais no Brasil: da Escola do Recife ao Código Civil, (2008),[36]

## Homenagens
- Recebeu o Prêmio Machado de Assis, a mais alta distinção concedida pela Academia Brasileira de Letras.[37][38]